# Consulturi

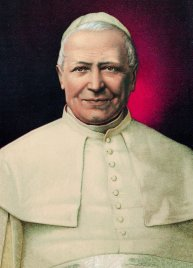
Paus Pius IX

Consulturi is de laatste van drie apostolische constituties die paus Pius IX publiceerde met betrekking tot de regels en richtlijnen voor in de toekomst te houden conclaven. Met In Hac Sublimi (1871) schafte de paus onder andere het vetorecht van de katholieke vorsten (het zogenaamde Ius Exclusivae) af en gaf hij de kardinalen de vrije hand in het kiezen van de plaats waar het conclaaf werd gehouden. Met Licet per apostolicas (1874), verbood hij het College van Kardinalen expliciet om tijdens de sedesvacatio pauselijke macht uit te oefenen, in de hoop dat daardoor de verkiezing zou worden bespoedigd.
Consulturi werd uitgevaardigd op 10 oktober 1877 en bepaalde dat de kardinalen het conclaaf konden uitstellen, of wanneer het al begonnen was, zelfs konden afbreken, wanneer men het gevoel had dat zij in de vrije verkiezing van een nieuwe paus werden gehinderd door invloeden van buitenaf. Ook bepaalde hij dat alle drie constituties moesten worden voorgelezen in de eerste zitting van het College van Kardinalen volgend op het overlijden van de paus.